# Wiśniowieccy

Herb własny Wiśniowieckich – Korybut

Wiśniowieccy – magnacki ród książęcy, pieczętujący się herbem Korybut, z którego pochodził król Polski i wielki książę litewski Michał Korybut Wiśniowiecki.

## Historia rodu

Posiadłości ziemskie Wiśniowieckich, Zbaraskich i Zasławskich w I Rzeczypospolitej (czerwony) na tle posiadłości innych rodów magnackich

Wiśniowieccy są gałęzią kniaziów Nieświckich i chociaż ich pochodzenie od lat było sporne wśród historyków – autorzy najnowszych opracowań coraz częściej wywodzą ich od Rurykowiczów, a nie Giedyminowiczów, jak sami utrzymywali. Dowodem na to jest m.in. ich całkowite pozostawanie w momencie wyodrębniania się rodu pod wpływami kultury ruskiej: język ruski, prawosławie; jeden z nich (Dymitr Bajda Wiśniowiecki) był nawet legendarnym przywódcą kozackim. Tytuł kniaziowski Wiśniowieckich został zatwierdzony przy zawieraniu unii lubelskiej.
Posiadając bardzo silną pozycję na południowo-wschodniej Ukrainie („królewięta”), Wiśniowieccy prowadzili własną politykę wobec Mołdawii, a nawet Rosji (dymitriady), komplikując niekiedy politykę zagraniczną Rzeczypospolitej. Jednym z najsłynniejszych Wiśniowieckich był, obok swojego syna Michała Korybuta, wojewoda ruski Jeremi Wiśniowiecki, znany z powieści „Ogniem i mieczem” Sienkiewicza.
Ostatnim przedstawicielem rodu był Michał Serwacy Wiśniowiecki, zmarły w 1744 roku.
Nazwisko rodu pochodzi od zamku Wiśniowiec, odziedziczonego przez Michała Zbaraskiego Wiśniowieckiego.

## Kontrowersje
W XIX wieku historyk Kazimierz Stadnicki, zakwestionował pogląd o królewskim rodowodzie książąt Zbaraskich i wywodzących się od nich Wiśniowieckich. Pretekstem do tego było odnalezienie przez Stadnickiego zapisu, że wszyscy synowie Korybuta zeszli z tego świata bezpotomnie. Hipotezę oprotestował Józef Puzyna.

## Badania genetyczne
Pochodzenie Wiśniowieckich od Ruryka zostało ostatnio potwierdzone badaniami genetycznymi, na co zwrócił uwagę Mariusz Kowalski w książce Księstwa Rzeczpospolitej (2013). Badaniom haplogrupy y-DNA poddał się żyjący współcześnie przedstawiciel rodu Woronieckich, wywodzący się w linii męskiej, podobnie jak Wiśniowieccy, od Nieświckich. Układ markerów zawartych w chromosomie Y Woronieckich okazał się identyczny z układem, jaki posiadają żyjący współcześnie przedstawiciele rodów wywodzących się niewątpliwie od Ruryka: Puzynowie, Massalscy, Gagarinowie, Kropotkinowie, Putiatynowie.
Wyniki tych badań każą uznać Wiśniowieckich za ostatnich Rurykowiczów władających samodzielnym księstwem (do 1744 r.). Michał Korybut Wiśniowiecki był zaś ostatnim monarchą z tej dynastii. Panował nie tylko w Polsce i na Litwie, ale również nad znaczną częścią Rusi, czyli nad pierwotną domeną Rurykowiczów.

## Drzewo genealogiczne książąt Wiśniowieckich
```
Michał Zbaraski Wiśniowiecki
 (†po 
1516
), 
namiestnik
 
bracławski

(
1501
–
1507
)
~ 1. NN (siostrzenica Fiedory (Zofii) Rohatyńskiej)
├─>
Iwan
 (†ok. 
1542
), dworzanin królewski 
1522
, dzierżawca 
ejszyski
,
│         
worniański
, czeczerski i propojski
│  ~ 1. (po 
1516
) Nastazja Olizarowiczówna (†ok. 
1536
), c.
│  │ 
Semena Olizarowicza
; ×2 [ok. 1538] Magdalena Despot (†po 1570)
│  ├─>
Katarzyna
 (†p. 
1580
), ż. [po 1539] 
Hrehorego Chodkiewicza
,
│  │ 
kasztelana
 
wileński
 i 
hetmana wielkiego litewskiego

│  ├─>
Dymitr zw. Bajdą
 (†
1563
); dzierżawca woniaczyński,
│  │ 
starosta
 
bracławski
, 
winnicki
, 
czerkaski

│  │ i 
kaniowski

│  ├─>
Andrzej Iwanowicz
 (†1584), 
kasztelan
 
wołyński
 
1568
, 
│  │ 
wojewoda bracławski
 
1572
, 
wojewoda wołyński
 
1576
, 
starosta
 lubecki i
│  │ 
łojowski

│  │ ~ 1.(po 
1563
) Eufemia Wierzbicka (*ok. 
1539
 †
1589
)
│  │ ├─>
Hanna
 (†ok. 
1595
), ż. (po 1581) 
Mikołaja Sapiehy
,
│  │ │  
wojewody witebskiego
 (†
1599
)
│  │ ├─>
Aleksandra
 (†po 
1612
), ×1 [ok. 
1580
; rozwiedzeni ok. 
1605
] Jerzy ks.
│  │ │  Czartoryski, 
starosta
 
łucki
 (*ok. 
1550
 †
1626
 (
1632
?)); ×2 Jan
│  │ │  Łahodowski, 
kasztelan
 
wołyński

│  │ ├─>
Zofia Anna
 (* 
1569
 †
1619
), ×1 [po 1593] 
Jan Pac
,
│  │ │  
wojewoda miński
 (†
1610
); ×2 Krzysztof Wacław Szemet,
│  │ │  
starosta
 
rosieński

│  │ └─>
Halszka (Elżbieta) Eufemia
 (* 
1569
 †
1596
), ż. (×1584) 
księcia

│  │ 
Mikołaja Krzysztofa Radziwiłła „Sierotki”
,
│  │ 
wojewody wileńskiego

│  │ i 
marszałka wielkiego litewskiego
 (* 
1549
 †
1616
)
│  ├─>
Konstanty
 (†
1574
),
│  │ dworzanin królewski 
1570
, starosta
│  │ 
żytomierski

│  │ ~Anna Elżbieta z Olchowca Świerszczówna (†
1582
)
│  │ ├─>
Konstanty
 (* 
1564
 †
1641
);
│  │ │  
wojewoda bełski
 
1636
, 
ruski
 
1638
,
│  │ │  
starosta
 
czerkaski
 i kamionecki; ×1 Anna Zahorowska; ×2 
1603
 Urszula
│  │ │  
Mniszech
; ×3 [[[1626]]/
1628
] Katarzyna 
Korniakt

│  │ │  (†ok. 1635); ×4 Katarzyna 
Strusiówna
 (†po 1647), c. Mikołaja Strusia,
│  │ │  starosty halickiego
│  │ │  ~Anna Zahorowska
│  │ │  ├─>
Janusz
 (* 
1598
 †
1636
), 
koniuszy wielki koronny
 
1633
, 
starosta

│  │ │  │ 
krzemieniecki
;
│  │ │  │ ~ Katarzyna Eugenia 
Tyszkiewicz
(×
1627
) (†po
│  │ │  │ │
1642
); (1°-v. Jan Rakowski, 
kasztelan
 
witebski
; 3°-v.
│  │ │  │ │
Aleksander Ludwik ks. Radziwiłł
,
│  │ │  │ │
marszałek wielki litewski
)
│  │ │  │ ├─>
Dymitr Jerzy
 (* 
1631
 †
1682
),
│  │ │  │ │  
strażnik polny koronny
 
1658
, 
wojewoda bełski
 
1660
,
│  │ │  │ │  
hetman polny koronny
 
1667
, 
hetman wielki koronny
 
1676
,
│  │ │  │ │  
wojewoda krakowski
 
1678
, 
kasztelan

│  │ │  │ │  
krakowski
 
1680
, starosta 
białocerkwicki
,
│  │ │  │ │  kamionacki, 
solecki
, strumilowski, 
drahimski
 i 
lubomelski
; ×1
│  │ │  │ │  Marianna 
Zamoyska
 (†
1668
); ×2 [1671] Teofila Ludwika ks.
│  │ │  │ │  
Zasławska
 (†1709); (2°-v. 
Józef Karol Lubomirski
,
│  │ │  │ │  
marszałek wielki koronny
)
│  │ │  │ │  ~Marianna 
Zamoyska

│  │ │  │ │  ├─>
Eugenia Katarzyna
 (z pierwszego; †po 1681); × [1667]
│  │ │  │ │  │ 
Stanisław Koniecpolski
,
│  │ │  │ │  │ 
kasztelan
 
krakowski
 (†
1682
)
│  │ │  │ │  └─>
Zofia
 (* 
1655
 †
1681
), ×
│  │ │  │ │     
Wacław Leszczyński
,
│  │ │  │ │     
woj. podlaski
 (†
1688
)
│  │ │  │ └─>
Konstanty Krzysztof
 (* 
1633

│  │ │  │ †
1686
), 
woj. podlaski
 
1673
,
│  │ │  │ 
bracławski
 
1767
, 
bełski

│  │ │  │ 
1678
; ×1 Urszula Teresa 
Mniszech
 (†
1668
); ×2 Anna
│  │ │  │ Chodorowska (†
1711
)
│  │ │  │ ~Anna Chodorowska (†
1711
)
│  │ │  │ ├─>
Franciszka
 (†po 
1690
); × (
1688
) Kazimierz 
Tarło
,
│  │ │  │ │  starosta goszczyński (†
1690
)
│  │ │  │ ├─>
Janusz Antoni
 (* 
1678
 †
1741
);
│  │ │  │ │  
podczaszy
 
litewski
 
1697
,
│  │ │  │ │  
marszałek nadworny litewski
 
1699
, 
kasztelan
 
wileński

│  │ │  │ │  
1702
–
1703
, 
krakowski
 
1726
,
│  │ │  │ │  
woj. wileński
 
1704
,
│  │ │  │ │  
krakowski
 
1706
, starosta 
piński
;
│  │ │  │ │  ~ Teofila Leszczyńska (×
1704
),(1°-v. Filip Konarzewski, starosta
│  │ │  │ │  │ 
koniński
) (* 
1680
 †
1757
)
│  │ │  │ │  └─>
Urszula Franciszka
 (* 1705 †1753), ż. (
1725
)
│  │ │  │ │     
Michała Kazimierza Radziwiłła Rybeńki
,
│  │ │  │ │     
woj. wileński

│  │ │  │ │     i 
hetmana wielkiego litewskiego
 (* 
1702

│  │ │  │ │     †
1762
)
│  │ │  │ └─>
Michał Serwacy
 (* 
1680
 †
1744
);
│  │ │  │ 
hetman polny litewski
 
1702
 i 
1707
, 
kasztelan
 
wileński

│  │ │  │ 
1703
, 
hetman wielki litewski
 
1703
–
1707
 i 
1735
,
│  │ │  │ 
woj. wileński
 
1706
–
1707

│  │ │  │ i 
1735
, 
kanclerz wielki litewski
 
1720
; ×1 (
1695
) Katarzyna Dolska
│  │ │  │ (†
1725
); ×2 (
1725
) Magdalena ks. 
Czartoryska
 (†
1728
);
│  │ │  │ ×3 (
1730
) Tekla Róża ks. Radziwiłł (* 
1703
 †
1747
); (1°-v.
│  │ │  │ 
Jakub Henryk Flemming
, 
koniuszy wielki litewski
;
│  │ │  │ 3°-v. 
Michał Antoni Sapieha
, 
woj. podlaski
)
│  │ │  │ ~Katarzyna Dolska
│  │ │  │ ├─>
Anna
 (* 
1700
 †
1732
); × (
1721
)
│  │ │  │ │   
Józef ks. Ogiński
, 
woj. trocki

│  │ │  │ │   (*ok. 
1693
 †
1736
)
│  │ │  │ └─>
Elżbieta
 (* 
1701
 †
1770
); × (
1722
) 
Michał Zdzisław Zamoyski
, 
woj. smoleński
 (†
1735
)
│  │ │  ├─>
Marianna
 (z pierwszego; †
1624
); × (
1620
) 
Jakub Sobieski
, 
kasztelan krakowski
 (†
1646
)
│  │ │  ├─>
Helena
 (z pierwszego); × 
Stanisław Warszycki
, 
wojewoda mazowiecki

│  │ │  ├─>
Jerzy
 (z drugiego; †
1641
); starosta kamionacki 
1637
; × (
1639
)
│  │ │  │ Eufrozyna Eulalia Tarnowska (†
1645
); (2°-v. 
Hieronim Radziejowski
,
│  │ │  │ 
podkanclerzy koronny
)
│  │ │  │ ~
│  │ │  │ └─>
Konstancja
 (†
1669
); × (po 
1656
) 
Samuel Leszczyński
, 
starosta

│  │ │  │ 
łucki
 (* 
1637
 †
1676
)
│  │ │  ├─>
Aleksander
 (z drugiego; †
1638
/
1639
); 
rotmistrz
 królewski,
│  │ │  │ 
starosta
 
czerkaski
 
1638

│  │ │  └─>
Teofila
 (z drugiego); × 
Piotr Szyszkowski
, 
kasztelan
 
wojnicki

│  │ ├─>
Aleksandra
 (†p. 
1582
); × 
Mikołaj Radziwiłł
,
│  │ │  
woj. nowogrodzki
 (* 
1546
 †
1589
)
│  │ └─>
Anna
; × [[[1591]]/
1593
] 
Jan Zamoyski
, 
kasztelan chełmski
 i 
strażnik koronny
 (†
1619
)
│  ├─>
Michał
 (z drugiego; †
1552
)
│  └─>
Aleksandra
 (z drugiego); × 
Iwan Szymkowicz

(inne języki)
, 
marszałek hospodarski

├─>
Fiodor (Fiedko)
 (z drugiego; †
1549
); dzierżawca stepański; × (p. 
1530
) Bohdana
│   ks. 
Holszańska Dubrowicka
; ×2 ks. Maria Putiatianka (†
1554
/
1561
)
├─>
Fiodor
 (z drugiego; †
1533
); dzierżawca czeczerski i propojski 
1524
; ×1 NN (†p.
│  
1523
); ×2 [p. 
1533
] Nastazja ks. Żylińska (†p. 1535)
└─>
Aleksander
 (z pierwszego; †
1555
); 
starosta
 
rzeczycki
; × (p. 
1529
)
Katarzyna Skorucianka (†po 1568)
~
├─>
Michał
 (* 
1529
 †
1584
); 
kasztelan
 
bracławski
 
1580
,
│  
kijowski
 
1580
, 
starosta
 
czerkaski
, 
kaniowski
,
│   lubecki i łojowski; × Halszka 
Zenowiczówna
 (†p. 
1594
)
│  ~
│  ├─>
Aleksander
 (†
1594
); 
starosta
 
czerkaski
, 
kaniowski
,
│  │ 
korsuński
, lubecki i łojowski;
│  ├─>
Michał
 (†1616); 
starosta
 
owrucki
; × [p. 1603] Regina Mohylanka
│  │ (†
1619
), c. 
Jeremiasza Mohyły
,
│  │ 
hospodara mołdawskiego

│  │ ~
│  │ └─>
Jeremi Michał
 (* 
1612
 †
20 sierpnia
 
1651
);
│  │ 
woj. ruski
 
1646
, 
starosta
 
przemyski
,
│  │ 
przasnyski
, 
nowotarski
, 
hadziacki
 i
│  │ 
kaniowski
; × (
1639
)
│  │ 
Gryzelda Konstancja Zamoyska
 (* 
Zamość
 
27 kwietnia

│  │ 
1623
 †Zamość 
17 kwietnia
 
1672
)
│  │ ~
│  │ ├─>
Michał
 (* 
31 maja
 
1640
 †
│  │ │  
10 listopada
 
1673
); 
król Polski
 
1669
–
1673
; ×
│  │ │  (
27 lutego
 
1670
)
│  │ │  
Eleonora Maria Józefa Habsburżanka
 (* 
31 maja
 
1653

│  │ │  †
17 listopada
 
1697
); (2°-v. 
Karol V, ks. Lotaryngii
)
│  │ └─>
Anna
; × (
1638
) Zbigniew 
Firlej
, 
starosta

│  │ 
lubelski
 (* 
1613
 †
1649
)
│  ├─>
Jerzy
 (†
1618
); 
kasztelan
 
kijowski
 
1609
; × Teodora 
Czaplicówna

│  ├─>
Maryna
; × Fiodor ks. Drucki-Horski, 
stolnik
 
połocki

│  └─>
Zofia
 (†po 
1612
); × (p. 
1595
)
│     
Józef Ostafi Tyszkiewicz Łohojski
,
│     
woj. brzeski litewski
 (†
1631
)
├─>
Maksym
 (†
1565
)
├─>
Aleksander
 (* 
1543
 †
1577
); dworzanin królewski 
1570
; × (p. 
1566
)
│  Aleksandra Kapuścianka (†ok. 
1603
)
│  ~
│  ├─>
Adam
 (†
1622
); × (p. 
1601
) Aleksandra
│  │ 
Chodkiewicz
 (†po 
1630
)
│  │ ~
│  │ └─>
Krystyna
 (†
1654
); ×1 Mikołaj Jeło Maliński; ×2 [po 1631] Piotr
│  │ 
Daniłowicz
, 
krajczy koronny
 (†
1645
)
│  └─>
Ewa
 (†
1617
/
1618
); × [p. 1594 (1593?)] Piotr 
Zbaraski

│     (†
1603
/
1604
)
└─>
Stefania
; × Łukasz Kurzeniecki, 
starosta
 ostrski
```

## Najbardziej znani przedstawiciele rodu
- Jeremi Michał Wiśniowiecki
- Michał Korybut Wiśniowiecki
- Michał Serwacy Wiśniowiecki
- Dymitr Jerzy Wiśniowiecki
- Dymitr „Bajda” Wiśniowiecki

## Pałace i zamki

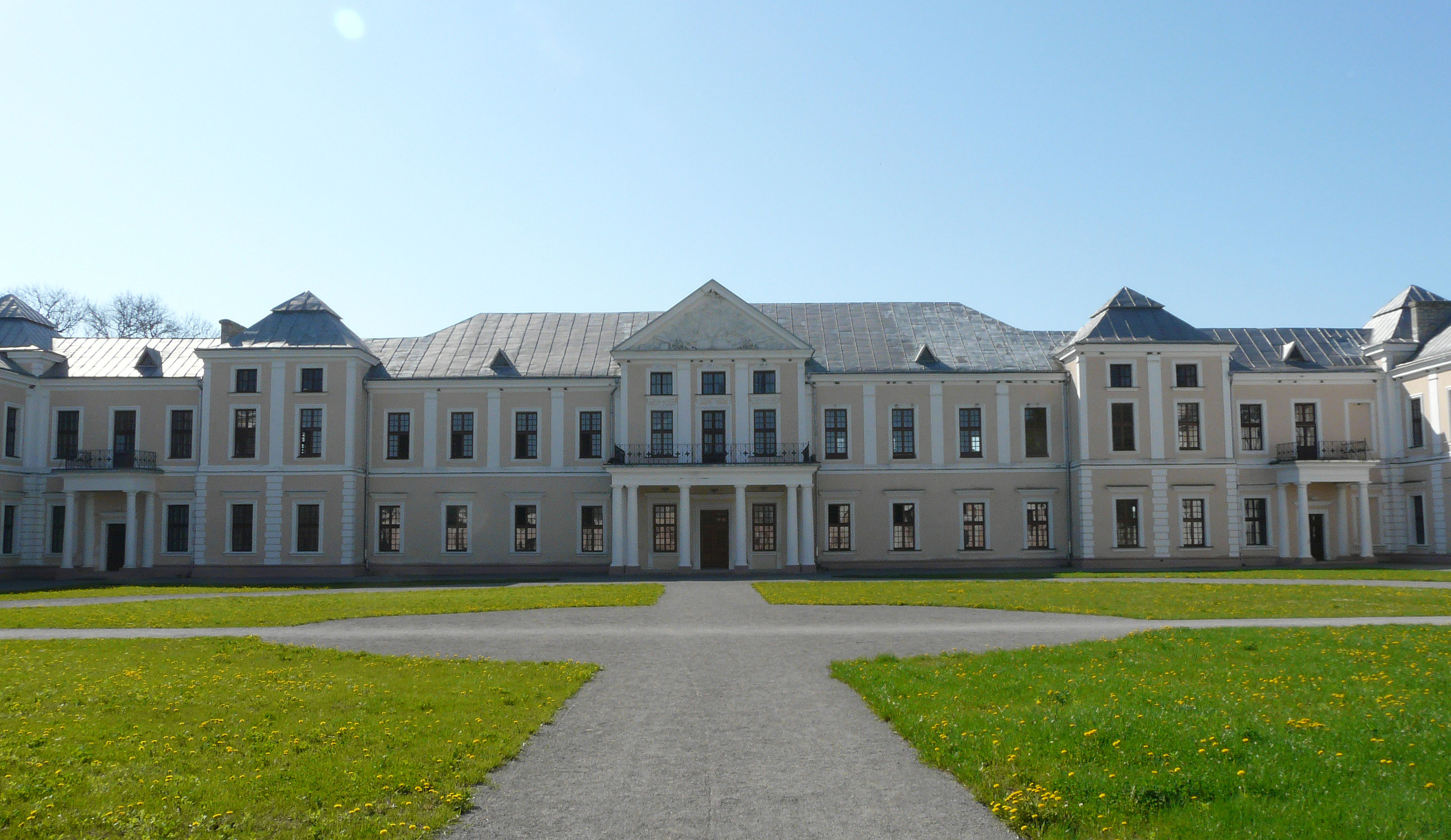
Pałac w Wiśniowcu
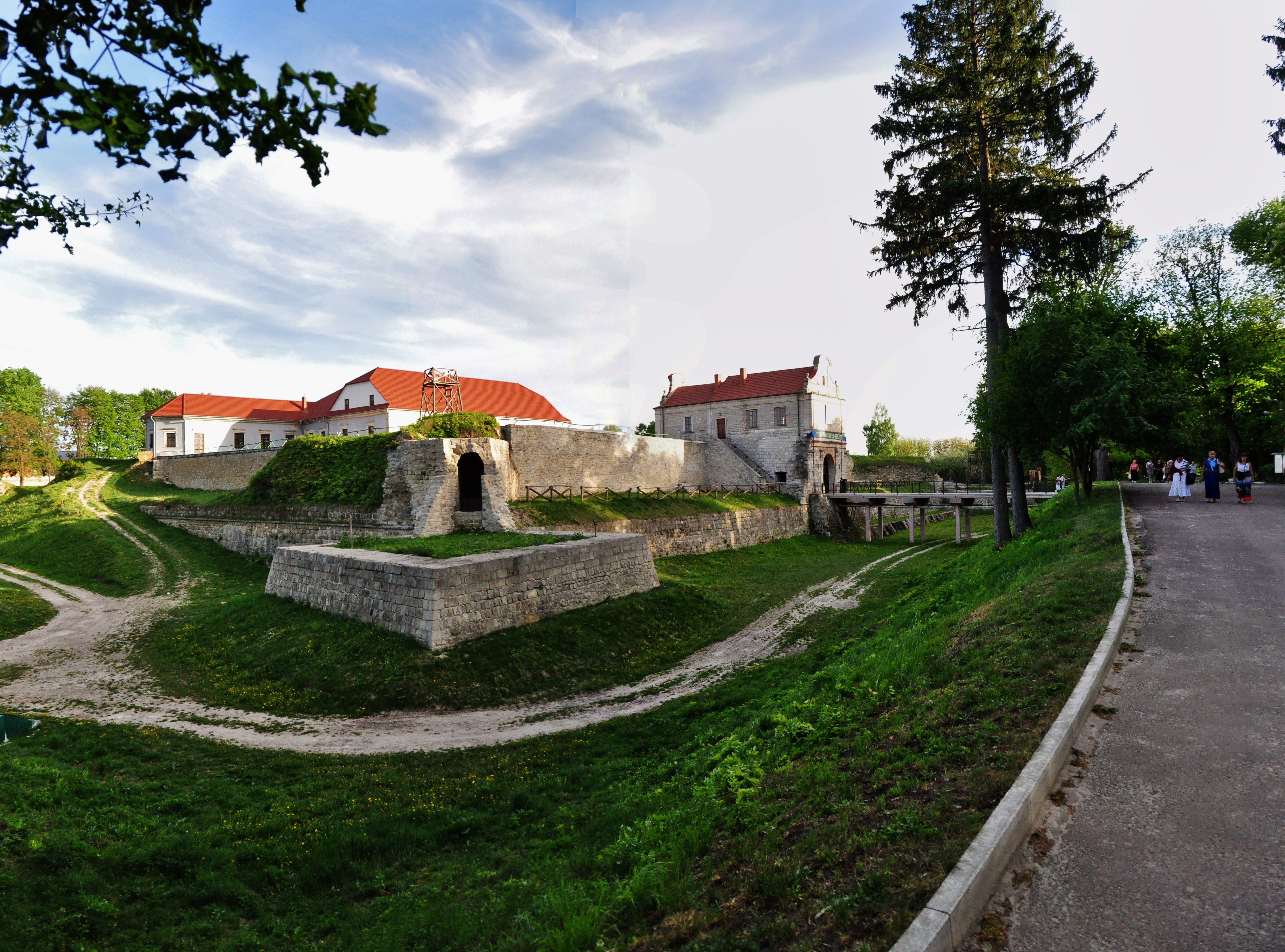
Zamek w Zbarażu
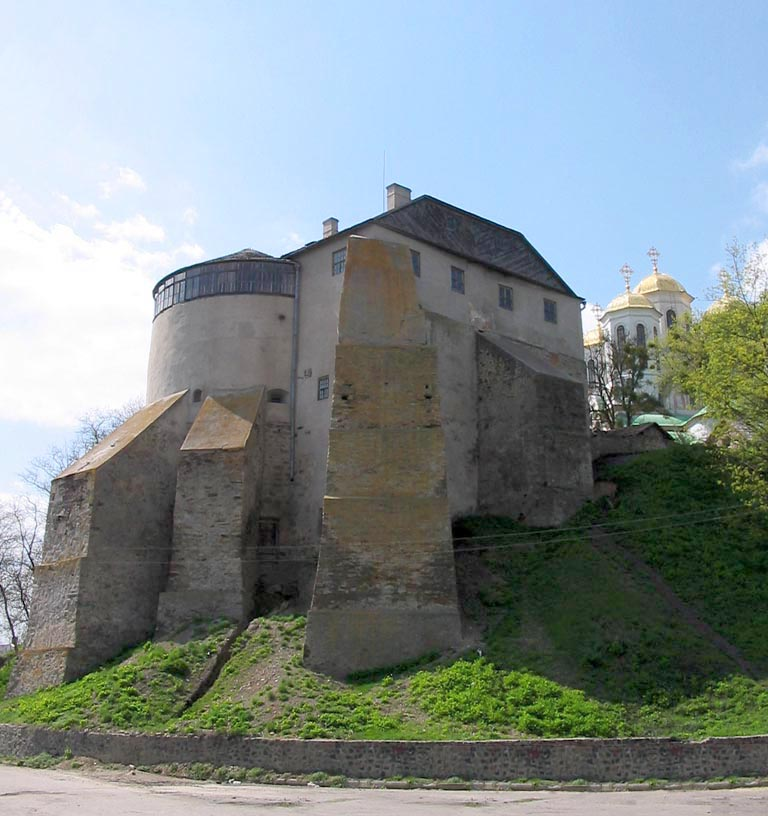
Zamek w Ostrogu (fragment)
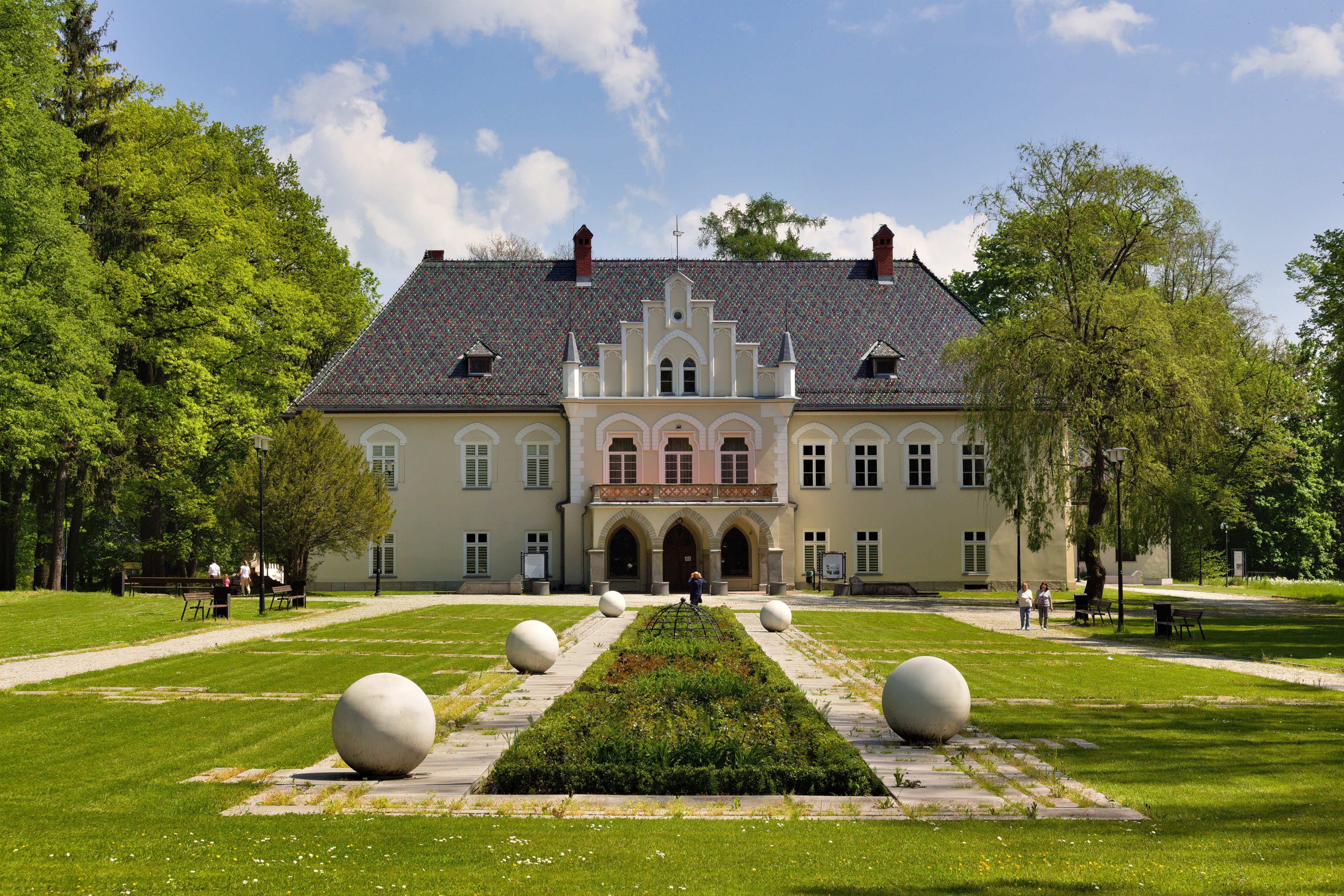
Dwór w Łodygowicach
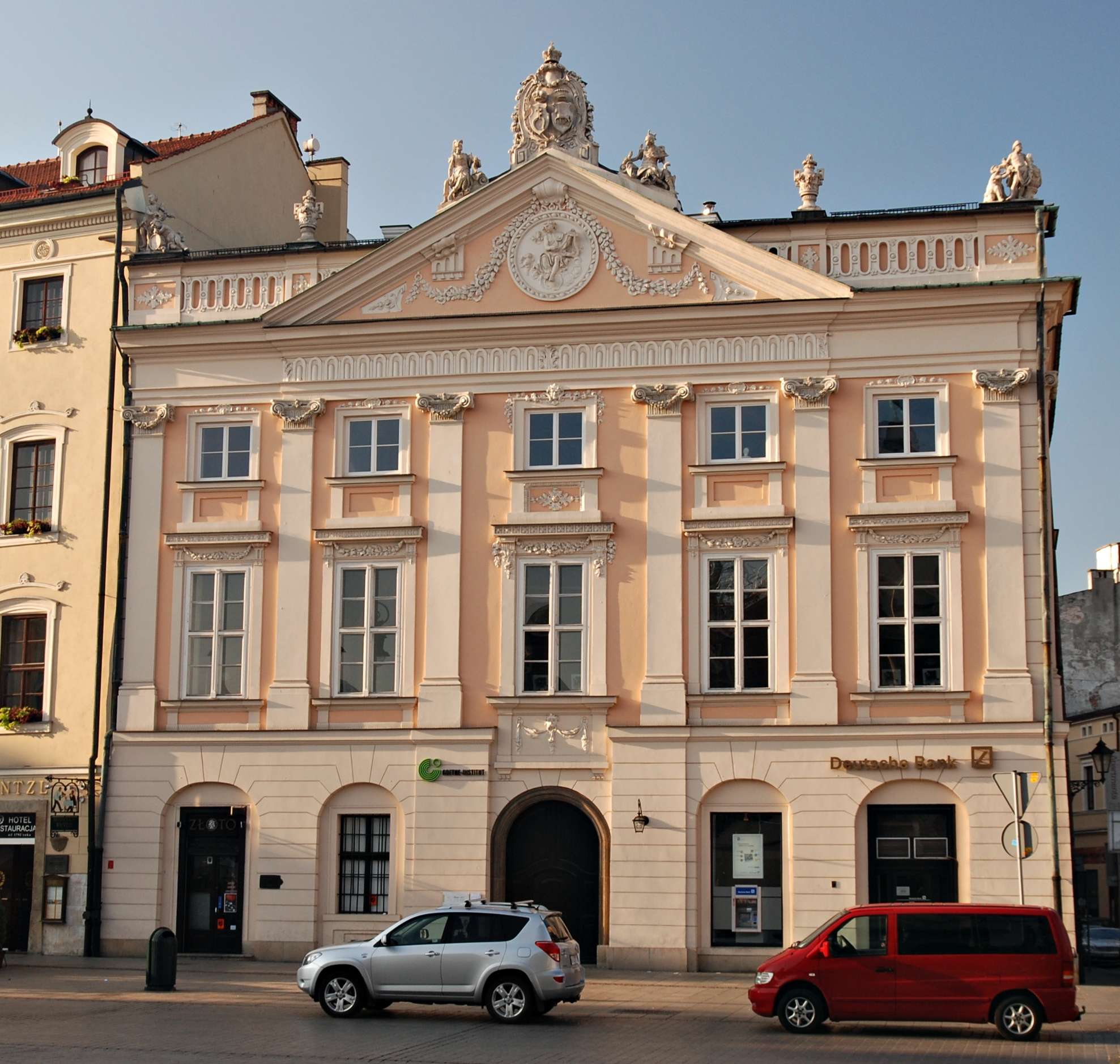
Pałac Zbaraskich w Krakowie
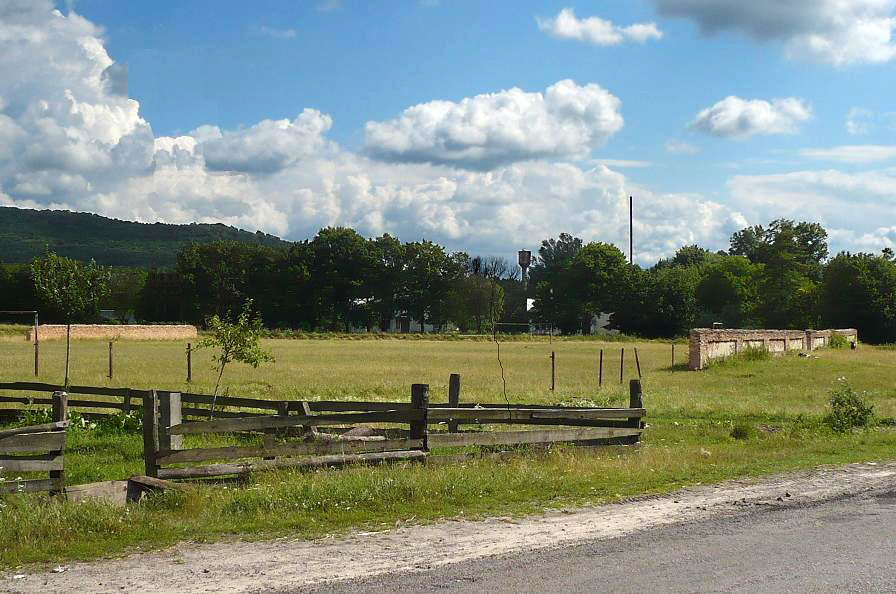
Resztki zamku w Białym Kamieniu

Inne zamki i pałace Wiśniowieckich:
- Zamek w Łubniach
- Zamek w Oleksińcu na Wołyniu
- Pałac w Czajczyńcach na Wołyniu
- Zamek w Czarnym Ostrowie
- Modrzewiowy dworek myśliwski, w enklawie polno-łąkowej nazywanej „Korybutka”, którą władali na przełomie XVII–XVIII w. nieopodal miejscowości Bukowina.

## Fundacje sakralne
- Cerkiew zamkowa w Wiśniowcu
- Kaplica Wiśniowieckich (Najświętszego Sakramentu) przy katedrze łacińskiej we Lwowie